# Stéphane Gombauld
Stéphane Gombauld (* 5. März 1997 in Saint-Claude (Guadeloupe)) ist ein französischer Basketballspieler.

## Werdegang
Gombauld begann seine Basketballausbildung als Jugendlicher im französischen Überseegebiet Guadeloupe in Baillif und spielte dann beim Verein Signe Noir Basse-Terre. 2011 wechselte er ans französische Nachwuchsleistungszentrum INSEP.
2015 unterschrieb Gombauld einen Vertrag als Berufsbasketballspieler beim Erstligisten ASVEL Lyon-Villeurbanne. Er setzte sich dort nicht durch und spielte in den folgenden Jahren bei Zweitligisten.
Mitte Dezember 2020 wechselte der Franzose zu KK Mladost Zemun in die erste Liga Serbiens. In der Sommerpause 2021 kehrte er nach Frankreich zurück und schloss sich SLUC Nancy an. Gombauld wurde als bester Spieler der Zweitligasaison 2021/22 ausgezeichnet und stieg mit dem Verein in die erste Liga auf. Er trug im Spieljahr 2022/23 zum Klassenerhalt Nancys bei und erreichte in 34 Erstligaspielen Mittelwerte von 13,6 Punkten sowie 6,5 Rebounds je Begegnung.
Im Juli 2023 gab der italienische Erstligist Dinamo Basket Sassari die Verpflichtung des Franzosen bekannt. 2024 wechselte er innerhalb Italiens zu Pallacanestro Reggiana. Im Sommer 2025 kehrte Gombauld nach Nancy zurück.

### Nationalmannschaft
Gombauld war französischer Jugendnationalspieler, 2017 gewann er mit der U20-Auswahl Bronze bei der Europameisterschaft dieser Altersklasse. Er nahm ebenfalls an zwei U16-EM-Turnieren (2012, 2013), der U17-Weltmeisterschaft 2014 und an der U18-EM 2015 teil.